# Toau
Toau o Taha-a-titi es un atolón de las Tuamotu, en la Polinesia Francesa, incluido en la comuna de Fakarava. Está situado al oeste del archipiélago, delante del canal del norte de Fakarava.
La superficie total es de 9 km². El atolón dispone de dos pasos a la laguna interior y de playas de arena.
La villa principal es Maragai, aunque los habitantes son esporádicos y provienen de la vecina Fakarava para pescar y recolectar copra. Últimamente también hay visitantes ocasionales para la práctica del submarinismo. No dispone de infraestructuras.
El primer europeo en visitar Toau fue el inglés James Cook, en 1774.